# 中村吉六 (新撰組)
中村 吉六（なかむら きちろく、生没年不詳）は、新選組隊士。
慶応3年10月頃の入隊。鳥羽・伏見の戦い直前の横倉甚五郎の名簿に「局長附」としてその名が見える。また但し書きには、戦いの最中に伏見で脱走したとある。この件に関しては、二番隊伍長の島田魁も同様に脱走と記している。